# Margarethe Kahn

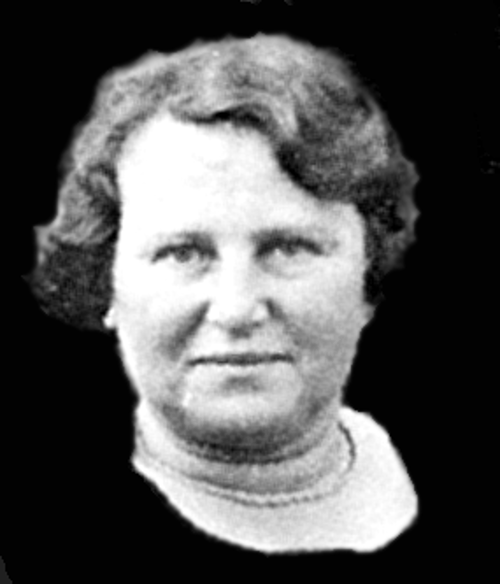
Margarethe Kahn (1930)

Margarethe Kahn, auch Margarete Kahn, genannt Grete Kahn (* 27. August 1880 in Eschwege; am 28. März 1942 nach Piaski deportiert und dort verschollen), war eine deutsche Mathematikerin und ein Opfer des Holocaust. Sie zählt zu den Pionierinnen des Frauenstudiums. In ihrer Promotion beschäftigte sie sich mit der Topologie algebraischer Kurven.

## Leben
Margarete, genannt Grete, war die Tochter des Eschweger Kaufmanns und Fabrikbesitzers für Flanellwaren Albert Kahn (1853–1905) und dessen Frau Johanne, geborene Plaut (1857–1882). Sie hatte einen älteren Bruder Otto (1879–1932) und eine jüngere Halbschwester. Der Vater heiratete fünf Jahre nach dem frühen Tod seiner Frau Johanne deren jüngere Schwester Julie (1860–1934), mit der er eine Tochter, Margaretes Halbschwester Martha (1888–1942), hatte.
Nach dem Besuch der Volksschule ab 1887 sowie von 1889 bis 1896 der Höheren Töchterschule wurde Grete Kahn bis 1904 im Privatunterricht auf das Abitur vorbereitet, da in jener Zeit in Hessen kaum Mädchengymnasien existierten. 1904 wurde sie zur Abiturprüfung am Königlichen Gymnasium in Bad Hersfeld zugelassen. Damit zählte sie zu der kleinen Elite junger Frauen, die zu Beginn des 20. Jahrhunderts das Abitur extern an Knabenschulen ablegen durften.
Unterzeichner ihres Abiturzeugnisses war Konrad Duden als damaliger Schulleiter.

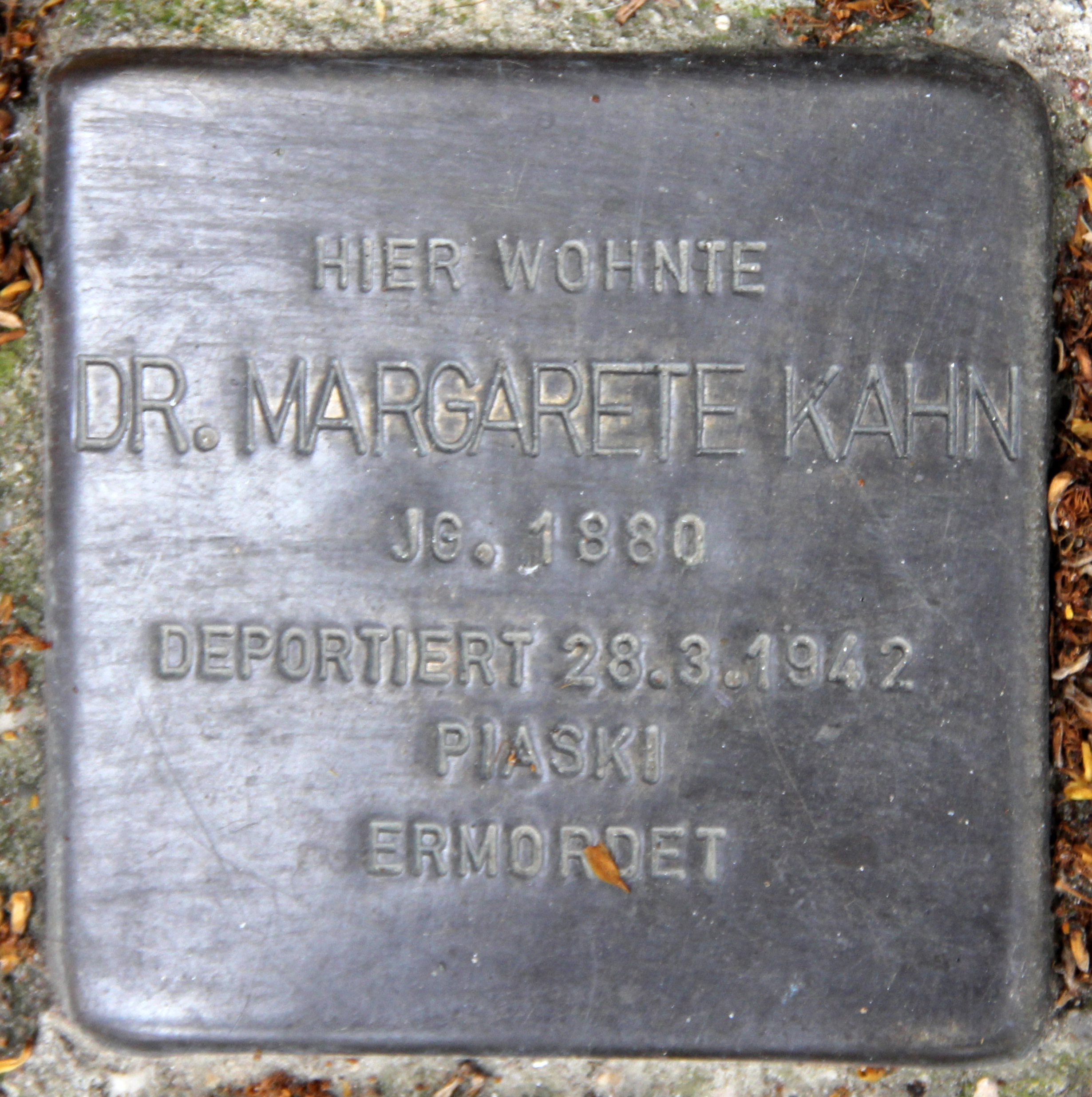
Stolperstein zum Gedenken an Margarete Kahn

Da Preußen Frauen erst zum Wintersemester 1908/09 zum regulären Studium zuließ, besuchten Kahn und ihre Freundin Klara Löbenstein zunächst als Gasthörerinnen die Universitäten zu Berlin und Göttingen. Zusätzlich belegte Kahn Vorlesungen und mathematische Übungen an der Technischen Hochschule Berlin. Danach studierte Kahn regulär Mathematik, Physik und Propädeutik in Berlin und Göttingen. An der Göttinger  Georg-August-Universität hörte sie unter anderem David Hilbert, Felix Klein, Woldemar Voigt, Georg Elias Müller; in Berlin besuchte sie Vorlesungen von Hermann Amandus Schwarz und Paul Drude an der Königlich-Preußischen Akademie der Wissenschaften. Die algebraische Geometrie wurde zu ihrem Fachgebiet. Zusammen mit Löbenstein konnte sie zu Hilberts sechzehntem Problem einen Beitrag leisten. In Hilberts sechzehntem Problem ging es um die Topologie algebraischer Kurven in der komplexen projektiven Ebene, als schwierigen Spezialfall erwähnte Hilbert in seiner Formulierung des Problems den Beweis, dass es keine Sextiken aus 11 getrennt liegenden Ovalen gebe. Kahn und Löbenstein entwickelten Methoden zur Bearbeitung dieses Problems.
Gegen den Widerstand insbesondere ihrer Berliner Dozenten, aber gefördert von der Universität Göttingen und Felix Klein, promovierte Kahn 1909 bei David Hilbert in Göttingen mit Eine allgemeine Methode zur Untersuchung der Gestalten algebraischer Kurven und war damit eine der ersten deutschen Frauen, denen die Doktorwürde in Mathematik verliehen wurde (wobei die Mathematik damals Teil der philosophischen Fakultät war). Die mündliche Prüfung legte sie – wiederum zusammen mit Löbenstein – am 30. Juni 1909 ab.
Eine wissenschaftliche Karriere blieb ihr versagt, weil Frauen in Deutschland erst ab 1920 zur Habilitation zugelassen wurden. Sie entschied sich für die Lehrtätigkeit und erhielt nach dem noch zusätzlich abgeschlossenen Staatsexamen für das höhere Lehramt im Oktober 1912 eine Anstellung im preußischen Schuldienst, wo sie als Studienrätin für höhere Schulen in Kattowitz, Dortmund und ab 1929 in Berlin-Tegel am heutigen Gabriele-von-Bülow-Gymnasium sowie später in Berlin-Pankow am heutigen Carl-von-Ossietzky-Gymnasium tätig war.
Als Jüdin wurde sie von den Nationalsozialisten 1933 zwangsbeurlaubt und 1936 aus dem Schuldienst entlassen. Sie musste Zwangsarbeit als Fabrikarbeiterin bei der Firma Nordland Schneeketten leisten. Am 28. März 1942 wurde Kahn gemeinsam mit ihrer zwischenzeitlich verwitweten Schwester Martha nach Piaski deportiert. Beide gelten seither als verschollen.
Am 13. September 2008 wurde vor der Rudolstädter Straße 127 in Wilmersdorf ein Stolperstein zum Gedenken an Margarete Kahn verlegt, sowie am 26. Mai 2010 auch vor ihrem ehemaligen Elternhaus am Stad 29 in Eschwege, wo zusätzlich am 13. Dezember 2017 eine Erinnerungstafel an Kahn angebracht wurde. 2013 wurde eine Straße in Leverkusen nach ihr benannt.

## Schriften
- Eine allgemeine Methode zur Untersuchung der Gestalten algebraischer Kurven, W. Fr. Kaestner, Göttingen 1909 (Dissertation, mit Lebenslauf bis 1909)